# Роша, Даниэл
Дание́л Ро́ша Азеве́до (порт. Daniel Rocha Azevedo; род. 26 ноября 1990, Сан-Паулу, Бразилия) — бразильский актёр. Наиболее известен по ролям Рони в телесериале «Проспект Бразилии» и фотографа Рафаэля в телесериале «Совершенно бесподобная».

## Биография
Даниэл Роша — один из талантливых молодых актёров «Глобу», появившихся на канале за последние годы. Дебютировал он в 2010 году в сериале «A vida alheia», где у него было спецучастие, героя звали Маноло. Актёр также проходил пробы в 19-й сезон «Malhação», но для сериала его не отобрали, зато вспомнили о нём во время подготовки к съёмкам «Проспекта Бразилии», в котором предложили сыграть Рони, сына Диожениса (Отавиу Аугусту). У Рони был любовный треугольник с Суэллен (Изис Валверди) и Леандро (Тиагу Мартинс). За участие в сериале он получил премию «Quem» в номинации «Открытие года», также номинировался и на другие премии. По окончании работы в «Проспекте» Даниэла позвали в театральную постановку «Amigos, Amigos. Amores à Parte», где его партнёршей была Жулия Фария. В этом же году актёру предложили роль в «Любовь к жизни», где ему предстояло сыграть врача Рожерио, а с ним в паре была София Абраан, исполнившая роль Наташи.
В 2014 году он сыграл уже в третьей по счёту 9-часовой новелле, на этот раз в «Империи», где ему предоставили роль Лукаса, младшего сына Жозе Алфредо и Марты, который вечно попадал в неприятности.
В 2015—2016 годах исполнил одну из главных ролей в телесериале «Совершенно бесподобная», где играет фотографа Рафаэла, у которого погибла невеста София, но он познакомился с Лу (Жулианни Тревизол) и у них намечается роман.
Встречается с Лаизе Леал, она работает дерматологом.
С детства занимался джиу-джитсу, затем начал увлекаться кикбоксингом и впоследствии выступал в профессиональном спорте за бразильскую сборную, стал чемпионом штата Сан-Паулу, чемпионом Бразилии и чемпионом Южной Америки.